# Moltjanije doktora Ivensa
Moltjanije doktora Ivensa (russisk: Молчание доктора Ивенса) er en sovjetisk spillefilm fra 1973 af Budimir Metalnikov.

## Medvirkende
- Sergej Bondartjuk som Dr. Martin Evans
- Zjanna Bolotova som Orante
- Irina Skobtseva som Mrs. Evelin Evans
- Leonid Obolenskij som Zor
- Ivan Kuznetsov som Rin